# 베를린 항로

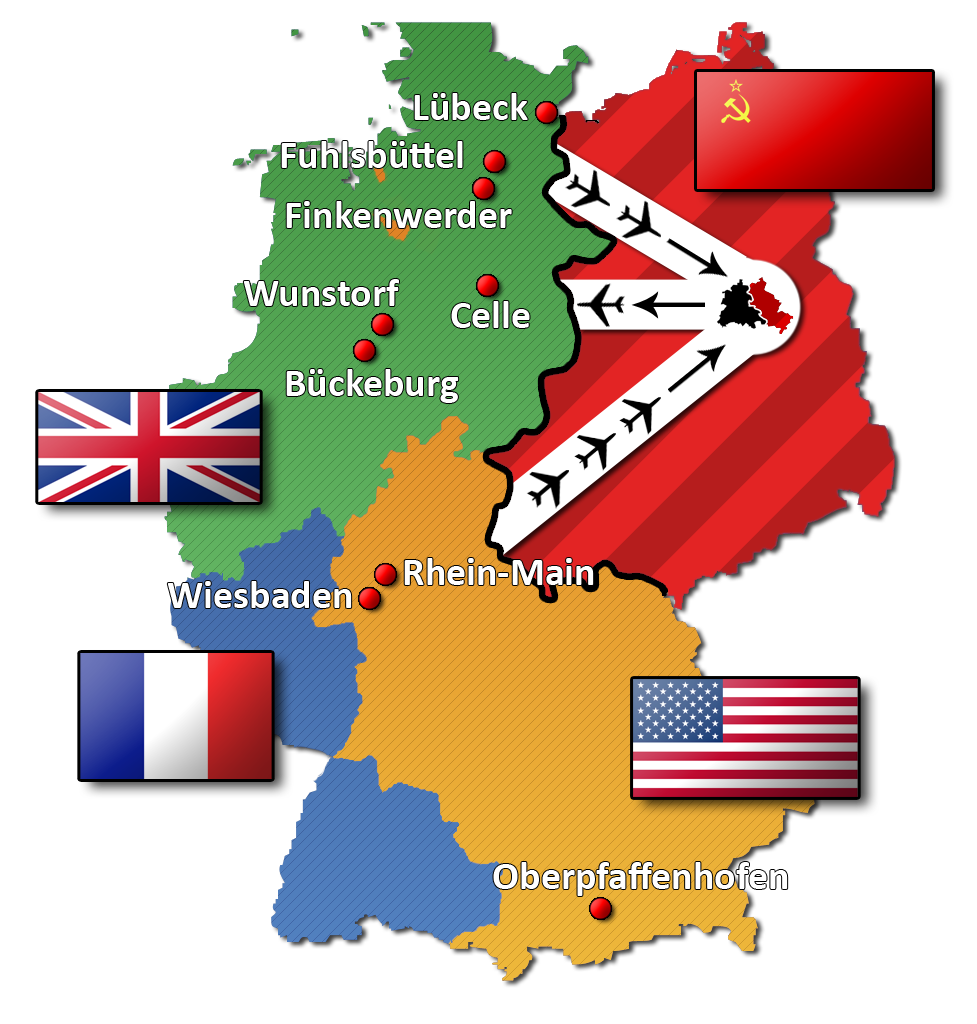
베를린 봉쇄 중 항로

베를린 항로는 1945년부터 1990년까지 서독에서 서베를린으로 비행할 때 사용할 수 있었던 항공로 세 곳을 가리킨다. 서베를린의 주요 목적지는 영국군 관할 가토 비행장 및 템펠호프 및 테겔 공항이었으며, 템펠호프 공항은 미군, 테겔 공항은 프랑스군이 공동으로 사용했다.

## 성립
항공로는 제2차 세계 대전의 전승 4개국간 합의를 기반으로 했다. 1945년 여름 미국과 영국 대표단이 포츠담 회담에 안전하게 도착할 수 있도록 독일의 소련군 점령지에 임시 항공로 두 개를 설치했다. 당시 서방 연합군은 회의 기간 중의 임시적인 조치라고 가정했다. 그러나 포츠담 회담 이후 소련 측에서는 항공로 외부로 비행하는 서방 국적 항공기에 문제를 제기했고, 주동독 소련군 총사령관 게오르기 주코프는 주동독 소련군의 항공 정찰을 막으려고 했다. 이에 따라 영구적인 해결책에 대한 협상이 시작되었다.
1945년 11월 30일 독일 점령 4개국은 독일 서방 점령지와 서베를린 사이에 20마일 폭 항로 3개를 설치하기로 합의다. 1946년 10월 20일에는 연합국 항공기만 항로를 이용할 수 있다는 규칙을 발표했고, 항로의 안전을 보장할 수 있도록 연합국 4개국이 통제하는 쇠네베르크 법원 청사에 있었던 베를린 항공 관제소(Berlin Air Safety Center) 반경 20마일(약 32 km)을 베를린 통제 구역(Berlin Control Zone)으로 선포했다. 비록 소련은 런던 6자회담과 브뤼셀 조약 시행에 대한 항의의 뜻으로 1948년 3월 20일부터 연합국 관리 위원회 결정을 반대하고 더 이상 참여하지 않았지만, 베를린 항공 관제소에는 독일 재통일 이전까지 참여했다.
베를린 통제 구역과 베를린 항로를 사용할 모든 항공편은 최소 2시간 전까지 등록해야 하며 연합국 4개국의 승인을 받아야 했다. 연합국 중 하나라도 승인하지 않았다면 (주로 소련이 승인하지 않았음)항공 안전 카드에 "보안이 보장되지 않음"으로 날인했다. 이러한 경우에도 항로 사용 자체는 항공사 책임으로 가능했으며, 승인 여부와 관계 없이 템펠호프 공항의 미군 관리 하에 있었던 베를린 항로 관제소(Berlin Air Route Traffic Control Center, BARTCC)의 관제를 받았다.
소련 측은 해당 항공로로 비무장 상태로 서방 연합국의 베를린 주둔지에 물자를 수송하는 것은 허용했지만, 전투기 진입은 거부했다. 또한 최소 고도 2,500피트 및 최대 고도 10,000피트(762 및 3,048 미터) 내에서만 비행할 수 없었다. 서방 연합국은 합의에 통제 근거가 없었기 때문에 공식적으로 조건을 인정하지는 않았지만, 제한 사항 준수에는 비공식적으로 합의했다. 1959년에는 미국 측에서 시위 목적으로 록히드 C-130을 고도 25,000피트(7,620미터)로 베를린을 향해 비행시켰으나, 소련에서 항의한 후 더 이상 반복하지 않았다.

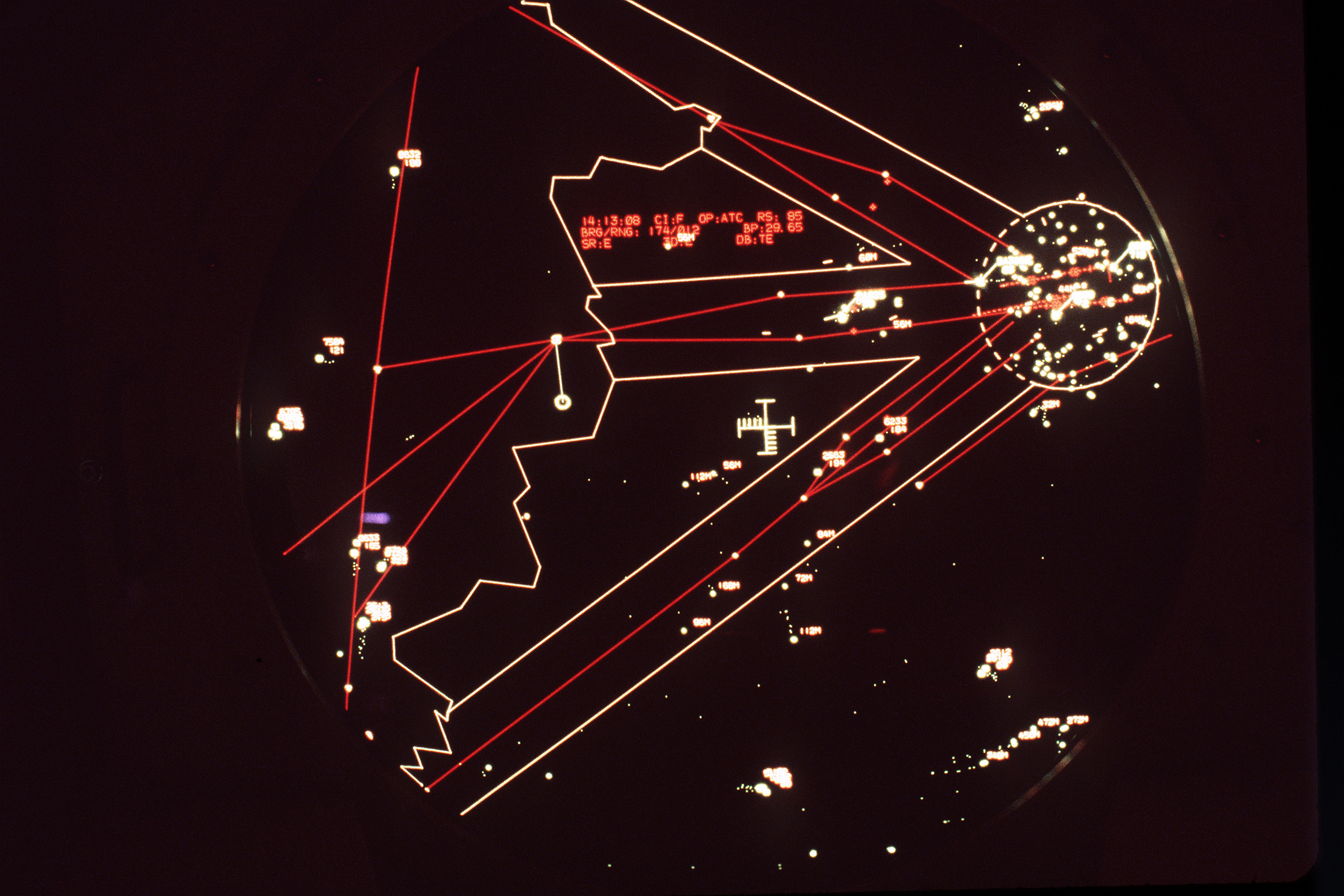
1989년 서베를린 항로 관제 디스플레이

## 운항
항로 세 개에는 각각의 이름이 있었다.
- 함부르크 항로(Hamburg Air Corridor, 북서쪽): 함부르크, 브레멘, 북유럽 방면
- 뷔케베르크 항로(Bueckeburg Air Corridor, 서쪽): 하노버, 쾰른/본, 서유럽 방면
- 프랑크푸르트 항로(Frankfurt Air Corridor, 남서쪽): 프랑크푸르트, 뉘른베르크, 슈투트가르트, 뮌헨, 남유럽 방면

이 항로는 1948년 6월부터 1949년 5월까지 진행된 베를린 공수 기간 동안 특히 중요했다.
1952년부터 서독에 DECCA 항법 시스템 송신기가 4대 설치되면서 전파항법을 사용할 수 있게 되었다.
1990년 독일의 재통일 이전까지 서독과 서베를린 간의 민간 항공기 운영은 미국, 영국, 프랑스 항공사만 가능했다. 이 시기의 서베를린 취항 주요 항공사는 팬암, 영국 항공, 에어 프랑스였다. 1960년대 초까지는 미국 점령지역에 위치한 템펠호프 공항 만 민간 여객기에 개방되었다. 프랑스 점령지에 베를린 테겔 공항이 개항한 후에는 에어 프랑스에서 파리-베를린(뒤셀도르프 경유) 노선을 테겔 공항으로만 운항했다. 팬암과 영국항공은 베를린발 함부르크, 하노버, 뒤셀도르프, 쾰른/본, 프랑크푸르트, 뮌헨행 독일 국내선 노선을 템펠호프 공항에서 계속 운행했다.
연합국 소속이 아닌 항공사 중에서는 유일하게 폴란드 항공사인 LOT만 이 항로를 사용할 수 있었다. LOT 항공편은 이 항로를 통과할 때 템펠호프의 미국 관제를 받았다. 폴란드 항공은 냉전 기간 동안 동독의 중앙 공항이었던 베를린 쇠네펠트 공항에서 브뤼셀과 암스테르담까지 직항 노선을 운항했다.

## 공중 정찰
소련에서 항공로를 설치한 목적으로는 소련군 공중 정찰을 방해하려는 것도 있었으나, 서방 연합군은 이러한 상황에서도 정찰기를 계속 비행시켰다. 비공식적인 항로 이용 제한 때문에 베를린 봉쇄 이후에는 민간 식별기호, 폐쇄 가능한 카메라 장착부, 접을 수 있는 안테나 등 특수 설비가 장착된 민간 항공기와 유사한 항공기로 정찰을 수행했다. 만약 정찰이 발견되는 경우에는 외교적인 문제로 비화될 수 있었다. 동독에 비상 착륙한 경우에는 가능한한 정찰 장비와 기록을 파괴하도록 지시받았다.
하지만 정찰 목적 항공기는 항로 근처의 시설을 더 잘 촬영할 수 있도록 항로의 중심축을 따르는 직선이 아니라 항로 가장자리로 곡선으로 비행했기 때문에 발각이 어렵지 않았다. 정찰 대상지에는 페를레베르크, 라테노, 데사우, 고타에 주둔하고 있었던 국가인민군 주둔지와 레츨링어 하이데(Letzlinger Heide) 및 레닌(Lehnin)의 소련군 주둔지가 포함되었다.
소련은 전투기를 출격시켜서 육안으로 정찰기를 확인했고, 위협적 기동을 통해서 정찰을 방해하거나 전파망으로 공군 기지에 강제 착륙을 유도했으며, 협정 위반에 대해 정기적으로 항의했다. 서방 세력에서는 정찰로 수집한 자료를 통해서 항로 이용 조건을 침해하지 않았다고 주장했다. 서방 항로에서 소련 항공기가 항로를 이탈했다 하더라도 대가성을 주장할 수 있도록 크게 항의하지 않았을 가능성도 있다.
이러한 비행은 정찰위성이 출현하기 전에 바르샤바 조약 가맹국에 대한 정보를 입수할 수 있는 경로 중 하나였다. 정찰위성이 가동된 후에도 정찰기 비행을 통해 더 자세한 항공사진과 전자정찰이 가능했으며 종종 예측 불가능한 궤적을 따라 비행했다. 양독 국경 지대 인근, 발트해, 베를린 통제 구역 내부의 서방 연합군 군사 연락 임무로 정찰 자료를 추가로 얻을 수 있었으며, 냉전 초기에는 항로를 이탈하여 불법 침입 비행을 하기도 했다.

### 미국 정찰기
미국은 1948년부터 퓌르스텐펠트브루크 비행장에 주둔한 제7499 지원 소대에서 정찰 비행을 담당했고, 1950년에 비스바덴 공군기지로 이전했다. 1955년에는 제7499 지원 대대로 승격되면서 편대 3개를 설치했으나, 1959년에 편대 2개로 축소되었다. 1972년 대대를 해체하고 남아 있었던 편대는 1975년에 라인마인 공군기지의 제7405 작전 소대로 편입되었고, 1977년에 제7575 작전 대대 아래로 편입되었다. 1991년에 대대가 해체되었다. 이 비행편대에서는 발트해부터 카스피해까지를 작전 지역으로 포괄했다. 1945년부터 1990년까지 베를린 항로와 통제 구역에서 약 10,000회 비행했다.
처음에는 개조된 더글러스 A-26, 더글러스 C-47 및 보잉 B-17를 정찰기로 개수한 RB-17을 사용했다. 수송기 운항 제한 이후에는 1953년부터 폭격기 개조 정찰기는 투입하지 않았지만 1958년까지 정찰기로 개수된 RB-26을 계속 사용했다. 1950년에 RB-17을 더글러스 C-54로, 1959년부터 1968년까지 구형 C-47을 컨베어 CV-240의 군사용 파생형인 CT-29A로 대체했다. 1962년부터 보잉 C-97을 주로 사용했고 1975년 C-130E로 대체했다.

### 영국 정찰기
영국 측에서는 뷔케부르크에 주둔하고 있었던 제2전술통신소대(2 Tactical Air Force Communications Squadron)가 정찰 임무에 참여했고, 1954년 빌덴라트 비행장으로 이전했다. 이 소대는 1959년 영국 공군 독일통신소대(RAF Germany Communications Squadron), 1969년에는 제60소대(60 Squadron)로 개명되었다. 프란시스 게리 파워스가 조종 중이었던 U-2 정찰기가 소련에서 격추된 후 1960년 5월 1일 모든 비행을 중단했고 1961년 2월에 업무의 일부를 재개했다. 1962년부터 주독일 영국 공군 사령관은 본국과의 추가 협의 없이 독일에서 주당 임무 3회를 승인할 수 있었다.
1947년 항공 정찰에 아브로 앤슨(Avro Anson) 항공기를 사용했고, 1956년에는 Percival Pembroke로 대체되었다. 베를린 장벽이 무너지기 직전이었던 1989년에는 아브로 748의 군사용 파생형인 Andover가 투입되었다. 미국이나 프랑스와는 다르게 정규 전자정찰을 수행하지는 않았다. 출항 횟수는 미국보다는 적었다. 1962년 미국에서는 약 500회, 영국에서는 약 50회 비행했다. 그러나 영국과 미국은 항공 사진을 공유하고 공동으로 판독했다.

### 프랑스 정찰기
프랑스에서는 1957년부터 전자 정찰 임무를 시작했고 항공기에 가브리엘(Gabriel) 이후 로마 숫자를 붙인 코드명을 사용했다. 처음에는 라어 공항에서 C-47 가브리엘 I부터 IV까지를 투입했다. 정찰 비행은 Escadrille de Liaison Aérienne 55에서 담당했다. 1963년 이후에는 가브리엘 V(Nord Noratlas) 항공기 3기가 임무를 시작했고 Escadrille Électronique 54에서 정찰 비행을 담당했다. 1966년 프랑스가 NATO를 탈퇴한 이후 비행소대가 메스로 이동하여 Groupement Électronique 35.351로 재편되었고, 1971년에는 Groupement Électronique Tactique 30.341, 1988년에는 Escadre Électronique Tactique 54로 재편되었다. 1989년에는 가브리엘 VI(C-160) 항공기를 투입하여 더 나은 항공 사진을 촬영할 수 있었다.
1964년까지 정찰 비행 1,000회, 1968년까지 정찰 비행 2,000회를 수행했다. 프랑스가 NATO에서 탈퇴한 후에는 영국이나 미국과 임무 조정 및 결과 공유를 하지 않았다. 프랑스 정찰기는 독일뿐만 아니라 전 세계적으로 임무를 수행했다.

## 사건
- 1952년 4월 29일: 프랑스 여객기가 데사우 상공에서 MiG-15 전투기의 기관총 사격에 맞아 5명이 부상당했다.

- 1966년 11월 15일: 보잉 727로 운항했던 팬암 708편 화물기가 되버리처 하이데(하펠란트)에 있었던 주동독 소련군 훈련지였던 되버리츠 비행장에 추락했다. 이 사고로 3명의 승무원이 모두 사망했다.

## 참조
1. ↑  Kevin Wright und Peter Jefferies: Looking Down the Corridors. Allied aerial espionage over East Germany and Berlin 1945–1990. Stroud 2015, S. 46.
2. ↑  D.M. Giangreco, Robert E. Griffin: Airbridge to Berlin - The Berlin Crisis of 1948, its Origins and Aftermath 보관됨 2019-05-08 - 웨이백 머신, 1998
3. ↑  Wright/Jefferies, S. 47 f.
4. ↑  Hans von Przychowski: Vor 50 Jahren eröffnete Air France wieder den Liniendienst nach Berlin. Der Tagesspiegel vom 3. Januar 2000, abgefragt am 4. Oktober 2017
5. ↑  Wright/Jefferies, S. 186–197.
6. ↑  Wright/Jefferies, S. 145–185.
7. ↑  Wright/Jefferies, S. 57–83.
8. ↑  Wright/Jefferies, S. 85–104.
9. ↑  Wright/Jefferies, S. 106–121.